# Mind Rage
Mind Rage est un film américain de Mark Allen Michaels sorti en 2001.

## Fiche technique
- Réalisation : Mark Allen Michaels
- Scénario : Mark Allen Michaels, Gwendolyn Gadek
- Photographie : John B. Aronson
- Musique : Mark Barasch
- Montage : Ed Santiago
- Durée : 90 minutes

## Distribution
- Tamara Clatterbuck : Cyndi Thornburg
- Michael Rogue : Michael Reid
- Charles Hallahan : Jack Stillman